# Đế quốc Ethiopia
Đế quốc Ethiopia (Ge'ez: መንግሥተ ኢትዮጵያ, Mängəśtä ʾItyop̣p̣ya), tên thường gọi cũ Abyssinia (có nguồn gốc từ tiếng Ả Rập al-Habash), là một vương quốc có khu vực địa lý nằm trong phạm vi hiện tại của Ethiopia. Nó bắt đầu với việc thành lập nhà Solomonic từ khoảng năm 1270 đến 1974, khi triều đại Solomonic cầm quyền bị lật đổ trong một cuộc đảo chính của Derg.
Sau khi nước Anh chiếm đóng Ai Cập năm 1882, duy chỉ có Ethiopia và Liberia là hai quốc gia châu Phi vẫn độc lập trong công cuộc tranh giành châu Phi tiến hành bởi các cường quốc đế quốc châu Âu vào cuối thế kỷ 19, mặc dù sau cuộc chiến tranh Ý-Ethiopia thứ hai, Đế quốc Ý thành lập thuộc địa Đông Phi thuộc Ý trong khu vực sau khi chinh phục Đế chế Ethiopia. Đất nước này là một trong những thành viên sáng lập của Hội Quốc Liên vào năm 1945.
Năm 1974, Ethiopia là một trong ba nước trên thế giới có danh hiệu Hoàng đế cho người đứng đầu nhà nước, cùng với Nhật Bản, vẫn có Nhật Hoàng là người cai trị danh nghĩa của mình, và Iran dưới triều đại Pahlavi. Đây là quốc gia thứ hai đến cuối cùng ở châu Phi sử dụng danh hiệu Hoàng đế; nước duy nhất sau đó là Đế quốc Trung Phi, được thực hiện từ năm 1976 đến năm 1979 bởi Hoàng đế Bokassa I.

## Lịch sử

### Đế quốc Aksumite
Khoảng năm 400 trước Công nguyên, một số thổ dân đã thành lập các cộng đồng trên bờ Biển Đỏ và trao đổi ngà voi với người Ấn Độ. Sau khi đế quốc La Mã, do Augustus lãnh đạo, tiến vào Ai Cập, họ bắt đầu tương tác với người châu Âu. Thông qua buôn bán trên con đường tơ lụa trên biển, người Trung Quốc cũng giao dịch với người thổ dân ở đây. Họ trở thành trạm trung chuyển cho Đế quốc La Mã để lấy tơ lụa từ Trung Quốc. Đến năm 300 sau Công nguyên, họ chuyển đổi sang Kitô giáo, chinh phục Kusch láng giềng, thành lập Đế chế Axum và gọi người dân của đất nước mình là "người Ethiopia". Đế chế tiếp tục mở rộng về phía tây và nam, chiếm một phần đất ở phía nam bán đảo Ả Rập và tiếp tục buôn bán với người châu Âu. Sau khi người Hồi giáo chiếm đóng Ai Cập, sự trao đổi giữa Đế chế Axum và Châu Âu đang giảm dần. Đất nước dần dần suy tàn và cuối cùng đã chết vào thế kỷ thứ 10.

### Nhà Zagwe
Năm 1270, nhà Zagwe kết thúc và Yakuno Amrak thành lập vương triều Solomon, Đế quốc Abyssinia. Triều đại Solomonic cai trị Abyssinia cho đến thế kỷ 20, chỉ một vài lần. Phần lớn các sự kiện lịch sử của người Ê-đê xảy ra trong triều đại của triều đại này. Họ đã thành công trong việc đẩy lùi cuộc xâm lược của người Ý, người Ả Rập và người Thổ Nhĩ Kỳ và liên kết với một số cường quốc châu Âu, như vương quốc Bồ Đào Nha. Giữa thế kỷ 18 đến giữa thế kỷ 19, triều đại Solomonic hoàng đế quyền lực thay đổi tay, biến thành một con rối; xung quanh bữa tiệc ly khai bộ lạc, chiến đấu với nhau, đặc biệt là xung quanh thủ đô của Gondar, để trở thành "người giám hộ" của hoàng đế, ông đã quyết định chiến đấu trên quyền thừa kế ngai vàng, lịch sử được gọi là hoàng tử. Vào giữa thế kỷ 19, Tverdros II đã chấm dứt tình trạng hỗn loạn bằng nạn phá rừng quân sự và thống nhất đất nước.

### Nhà Solomonic
Năm 1270, nhà Zagwe bị phế truất bởi một vị vua tự xưng là dòng dõi của các hoàng đế Aksum, và do đó là của Solomon (do đó có tên là Solomon). Triều đại Solomonic ra đời và được cai trị bởi Habesha, từ đó cái tên Abyssinia bắt nguồn.

### Tranh giành châu Phi và hiện đại hóa
Những năm 1980 của thế kỷ 19 được đánh dấu bằng sự chia sẻ của Châu Phi và sự hiện đại hóa của Ethiopia. Xung đột với Ý đã dẫn đến Trận Adwa năm 1896, nơi người dân Ethiopia làm thế giới ngạc nhiên khi đánh bại thế lực thực dân và duy trì độc lập dưới triều đại Menelique II của Ethiopia. Ý và Ethiopia đã ký một hiệp ước hòa bình tạm thời vào ngày 26 tháng 10 năm 1896.

### Ý xâm lược và trong chiến tranh thế giới thứ hai
Năm 1935, những người lính Ý do Thống chế Emilio De Bono chỉ huy đã xâm chiếm Ethiopia (chiến tranh Ý-Ethiopia thứ hai). Cuộc chiến kéo dài bảy tháng, đã được Ý chiến thắng. Cuộc xâm lược đã bị Hiệp hội các quốc gia lên án, mặc dù, giống như sự cố Mukden, rất ít được thực hiện để chấm dứt chiến sự. Ethiopia đã trở thành một phần của Đông Phi Ý cho đến khi được giải phóng vào năm 1941 bởi các lực lượng Đồng minh ở Bắc Phi.
Ethiopia ở lại với Eritrea sau khi Thế chiến II kết thúc, nó vẫn duy trì cho đến sau khi giải thể quân chủ cho đến khi chia tách năm 1993.

### Chủ nghĩa Marx nổi lên
Sau khi kết thúc Thế chiến II, vào năm 1952, Eritrea được sáp nhập vào Ethiopia, và Ethiopia và Liên bang Eritrea được thành lập. Kể từ năm 1965, Ethiopia đã trải qua những đợt hạn hán lớn trong những năm liên tiếp. Năm 1974, trận hạn hán tồi tệ nhất trong lịch sử đã xảy ra và 200.000 người chết đó. Năm 1974, tổ chức thân Liên Xô Derg lật đổ Haile Selassie, thành lập nhà nước mới, theo đuổi mô hình xã hội chủ nghĩa, chế độ quân chủ ở Ethiopia chấm dứt từ đó. Năm 1991, Cộng hòa Dân chủ Nhân dân Ethiopia bị lật đổ bởi Mặt trận Cách mạng Dân chủ Nhân dân và Ethiopia hiện đại được thành lập, Eritrea ly khai khỏi Ethiopia cùng năm.